# Universidad Estatal de Moscú de Producción de Alimentos
La Universidad Estatal de Moscú Producción de Alimentos se fundó en 1930, es una de las universidades de ingeniería y técnica más grandes de Rusia y fue la primera Institución dedicada a la producción de alimentos. En la actualidad destaca por su educación integral donde convergen la experiencia académica, el uso de tecnologías de punta y la inserción en el mercado laboral de las más prestigiosas empresas de la producción alimenticia. 

## Historia
La historia de la Universidad se remonta al año de 1930 cuando se fundó el entoncesInstituto de Tecnología de Granos y Harinas de Moscú (MITZiM), por Orden del Comisariado Popular de Comercio Exterior e Interior de la URSS, una década más tarde  año más tarde se denominó Instituto Tecnológico de la Industria Alimentaria de Moscú (MTIPP) obtuvo esta denominación después de la unificación del Instituto Tecnológico de Moscú de la Industria de Panadería y Confitería y el Instituto de Moscú de Ingenieros de Molinos de Harinas y Economía, bajo el Decreto del Consejo de Comisarios del Pueblo de la URSS del 31/03/1941. En ese entonces contaba con las facultades tecnológicas, elevadoras, mecánicas, económicas.
Para 1973 el Instituto Tecnológico de Moscú de la Industria de la Alimentación fue galardonado con la Orden de la Bandera Roja del Trabajo. Decreto del Presídium del Sóviet Supremo de la URSS No. 3944 del 15 de febrero de 1973. Para 1992 el MTIPP se transformó en la Academia Estatal de Producción de Alimentos de Moscú (MGAPP)por Orden del Gobierno de la Federación Rusa a partir del 11.09.1992. 
En 1996 la Academia Estatal de Producción de Alimentos de Moscú (MGAPP) se transformó en Universidad Estatal de Producción de Alimentos de Moscú (MGUPP). Orden No. 307 de 11.12. Ministerio de Educación General y Profesional de la Federación Rusa
A lo largo de su historia se ha destacado por la capacitación de especialistas para la economía nacional y el desarrollo de la investigación científica en el campo de la producción de alimentos, la medicina, la agricultura y la rama veterinaria, entre otras no menos importantes. Actualmente esta implementando una nueva estructura de internacionalización. 